# Antichasia Όri- Meteora
Antichasia Όri- Meteora este o arie protejată (arie specială de conservare — SAC, sit de importanță comunitară — SCI) din Grecia întinsă pe o suprafață de 61.837,05 ha, integral pe uscat.

## Localizare
Centrul sitului Antichasia Όri- Meteora este situat la coordonatele 39°45′33″N 21°44′01″E / 39.759284°N 21.733711°E.

## Înființare
Situl Antichasia Όri- Meteora a fost declarat sit de importanță comunitară în august 1996 pentru a proteja 2 specii de plante și 9 specii de animale. Situl a fost protejat și ca arie specială de conservare în martie 2011.

## Biodiversitate
Situată în ecoregiunea mediteraneană, aria protejată conține 8 habitate naturale: Râuri mediteraneene cu debit permanent cu specii de Paspalo-Agrostidion și galerii riverane de Salix și de Populus alba, Râuri mediteraneene cu debit intermitent, cu specii de Paspalo-Agrostidion, Pseudostepă cu ierburi și specii anuale de Thero-Brachypodietea, Peșteri inaccesibile publicului, Păduri de fag Luzulo-Fagetum, Păduri panonice-balcanice de stejar turcesc - stejar sesil, Păduri de Quercus frainetto, Păduri de Platanus orientalis și Liquidambar orientalis (Platanion orientalis).
La baza desemnării sitului se află mai multe specii protejate:
- plante (2): Centaurea kalambakensis, Centaurea lactiflora
- mamifere (1): vidră de râu (Lutra lutra)
- nevertebrate (2): Euplagia quadripunctaria, Paracaloptenus caloptenoides
- pești (3): Barbus sperchiensis, Cobitis vardarensis, câră (Sabanejewia balcanica)
- reptile (3): țestoasă bănățeană (Testudo hermanni), Testudo marginata, elaphe situla (Zamenis situla)

Pe lângă speciile protejate, pe teritoriul sitului au mai fost identificate 1 specie de plante, 1 specie de amfibieni, 10 specii de mamifere, 1 specie de nevertebrate, 3 specii de pești, 6 specii de reptile.